# Municipio de Marion (condado de Mercer, Misuri)
El municipio de Marion (en inglés: Marion Township) es un municipio ubicado en el condado de Mercer en el estado estadounidense de Misuri. En el año 2010 tenía una población de 826 habitantes y una densidad poblacional de 6,13 personas por km².

## Geografía
El municipio de Marion se encuentra ubicado en las coordenadas 40°31′33″N 93°33′57″O / 40.52583, -93.56583. Según la Oficina del Censo de los Estados Unidos, el municipio tiene una superficie total de 134.77 km², de la cual 134,17 km² corresponden a tierra firme y (0,44 %) 0,6 km² es agua.

## Demografía
Según el censo de 2010, había 826 personas residiendo en el municipio de Marion. La densidad de población era de 6,13 hab./km². De los 826 habitantes, el municipio de Marion estaba compuesto por el 98,18 % blancos, el 0,12 % eran afroamericanos, el 0,61 % eran amerindios, el 0,12 % eran de otras razas y el 0,97 % eran de una mezcla de razas. Del total de la población el 0,85 % eran hispanos o latinos de cualquier raza.